# Geschützter Landschaftsbestandteil Kursbrink

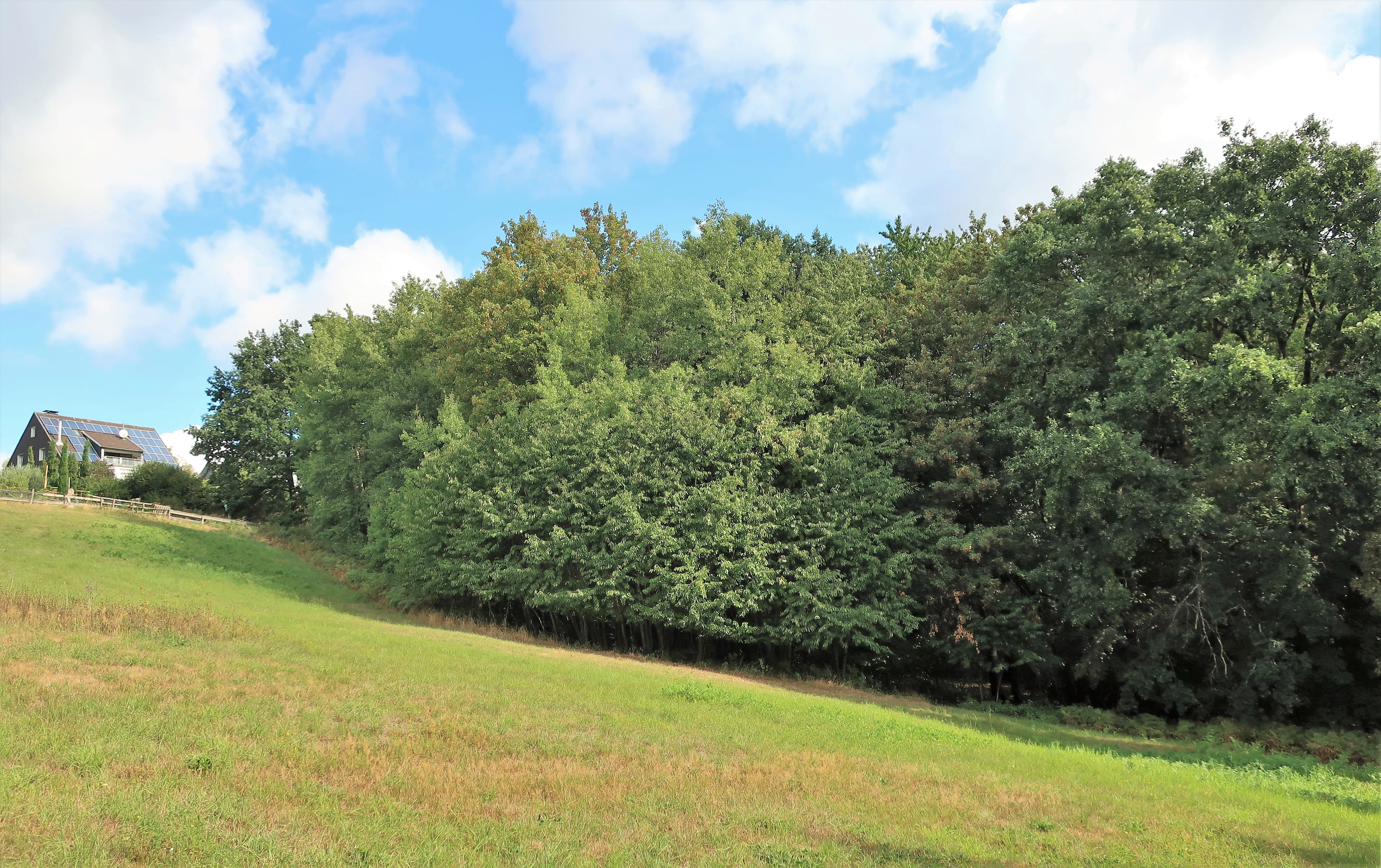
Geschützter Landschaftsbestandteil Kursbrink

Der Geschützte Landschaftsbestandteil Kursbrink mit einer Flächengröße von 0,6 ha liegt auf dem Gebiet der kreisfreien Stadt Hagen in Nordrhein-Westfalen. Der LB wurde 1994 mit dem Landschaftsplan der Stadt Hagen vom Stadtrat von Hagen ausgewiesen.

## Beschreibung
Beschreibung im Landschaftsplan: „Der geschützte Landschaftsbestandteil liegt unterhalb der Straße Im Kursbrink. Es handelt sich um einen gehölzbestandenen Siepen mit gehölzfreiem Nebensiepen und krautreichen Randzonen.“

## Schutzzweck
Laut Landschaftsplan erfolgte die Ausweisung „zur Sicherung der Leistungsfähigkeit des Naturhaushalts durch Erhalt eines artenreichen Gehölzbestandes und gehölzfreier Saumbiotope als Lebensraum für zahlreiche Vogel-, Kleinsäuger- und Insektenarten in Siedlungsnähe“.